# 血余炭
血余炭为中药材，是止血药中的收敛止血药，首此记载于《神农本草经》。血余炭是人髮煅烧之后的炭化物。本品性苦、平，入肝、胃经。具有收敛止血、化瘀利尿的功效。

## 药性
- 味苦
- 性平
- 归肝、胃经

## 功效及应用
- 收敛止血 可用于治疗出血证，如咳血、血淋等证。
- 化瘀利尿 可用于治疗小便不利。

## 用法与用量
内服煎汤，常用量6至10克。外用时适量。

## 外部連結
- 血餘炭 Xue Yu Tan （页面存档备份，存于） 中藥標本數據庫 (香港浸會大學中醫藥學院) （繁體中文）（英文）